# Snežana Pajkić
Snežana Pajkić-Jolović (Ćuprija, 23 settembre 1970) è un'ex mezzofondista serba, fino al 1991 jugoslava.

## Palmarès

### Europei
- 1 medaglia:
  - 1 oro (Spalato 1990 nei 1500 m piani)

### Giochi del Mediterraneo
- 1 medaglia:
  - 1 argento (Latakia 1987 negli 800 m piani)

### Mondiali under 20
- 2 medaglie:
  - 1 argento (Sudbury 1988 nei 1500 m piani)
  - 1 bronzo (Atene 1986 nei 1500 m piani)

### Europei under 20
- 2 medaglie:
  - 2 ori (Birmingham 1987 nei 1500 m piani; Varaždin 1989 nei 1500 m piani)